# Molophilus flavocingulatus
Molophilus flavocingulatus là một loài ruồi trong họ Limoniidae. Chúng phân bố ở miền Australasia.